# Tithraustes (Sohn des Xerxes I.)
Tithraustes war ein Angehöriger der persischen Achämenidendynastie im 5. vorchristlichen Jahrhundert. Er war ein Sohn des Großkönigs Xerxes I. und einer Konkubine.
Wie sein Cousin Pherendates war Tithraustes einer der Feldherren der Perser in der Schlacht am Eurymedon um das Jahr 466/65 v. Chr. Er kommandierte die persische Flotte, während sein Cousin, der in der Schlacht getötet wurde, das Landheer befehligte. Auch Plutarch kannte durch die Überlieferung des Ephoros die beiden als Anführer der persischen Teilstreitkräfte, allerdings nannte er dazu auch in Berufung auf Kallisthenes den Ariomandes als Oberbefehlshaber der Gesamtstreitmacht.